# Maurice Jacquemont
Maurice Jacquemont (24 de febrero de 1910 - 31 de mayo de 2004) fue un actor y director teatral de nacionalidad francesa, una de las figuras de la política de la descentralización teatral francesa.

## Biografía
Nacido en París, Francia, fue actor aficionado del grupo formado por los Comédiens Routiers de Léon Chancerel a partir de 1930. Formó parte de los Copiaus de Jacques Copeau en 1935, y al año siguiente fundó junto a Jean Dasté y André Barsacq el Théâtre des Quatre Saisons. Desarrolló un ideal de descentralización dramática y popular, confiando los decorados y el vestuario a jóvenes pintores de su generación, como fue el caso de Jean Le Moal y Jean Bazaine.
Director del Studio des Champs-Élysées entre 1944 y 1972, abrió sus puertas a jóvenes escenógrafos como Jean Vilar, Roger Blin, Jean-Marie Serreau, Jacques Mauclair, Nicolas Bataille o Antoine Bourseiller. Presentó en Francia los textos de Federico García Lorca, defendió el teatro de Eugène Ionesco y lanzó las carreras de Les Frères Jacques y de Jacques Higelin.
Participó también, como consejero artístico, en el nacimiento del Centre dramatique de l'Ouest en 1949, junto a Hubert Gignoux.
Maurice Jacquemont falleció en Asnières-sur-Seine, Francia, en 2004.

## Teatro

### Actor
- 1938 : Les 37 Sous de M. Montaudoin, de Eugène Labiche y Édouard Martin, escenografía de André Barsacq, Théâtre des Mathurins
- 1938 : El baile de los ladrones, de Jean Anouilh, escenografía de André Barsacq, Théâtre Hébertot
- 1942 : L'Étoile de Séville, de Lope de Vega, escenografía de Maurice Jacquemont, Teatro de los Campos Elíseos
- 1943 : El enfermo imaginario de Molière, escenografía de Pierre Valde, Théâtre du Temps
- 1945 : Image anglaise, de Jacques Armand, escenografía de Pierre Henry, Teatro de los Campos Elíseos
- 1945 : Marie-Anne Victoire, de Jacques Tournier, Teatro de los Campos Elíseos
- 1947 : Les Juges, de Jean-Marie Creac'h, escenografía de Maurice Jacquemont, Teatro de los Campos Elíseos
- 1950 : Henri IV, de William Shakespeare, escenografía de Jean Vilar, Festival de Aviñón
- 1950 : Le Profanateur, de Thierry Maulnier, escenografía de Jean Vilar, Festival de Aviñón
- 1951 : Colombe, de Jean Anouilh, escenografía de André Barsacq, Théâtre de l'Atelier
- 1951 : Cimbelino, de William Shakespeare, escenografía de Maurice Jacquemont, Centre dramatique de l'Ouest
- 1953 : La alondra, de Jean Anouilh, escenografía del autor y Roland Piétri, Théâtre Montparnasse
- 1956 : L'Impromptu de l'Alma, de Eugène Ionesco, escenografía de Maurice Jacquemont, Teatro de los Campos Elíseos
- 1959 : Becket, de Jean Anouilh, escenografía del autor y Roland Piétri, Théâtre Montparnasse
- 1960 : Hamlet, de William Shakespeare, escenografía de Philippe Dauchez y Maurice Jacquemont, Teatro de los Campos Elíseos, Festival des Nuits de Bourgogne
- 1961 : Le Grain sous la neige, de Daniel Guérin, escenografía de Maurice Jacquemont, Teatro de la Alliance française
- 1966 : La Promenade du dimanche, de Georges Michel, escenografía de Maurice Jacquemont, Teatro de los Campos Elíseos
- 1972 : Le Directeur de l'Opéra, de Jean Anouilh, escenografía del autor y Roland Piétri, Teatro de los Campos Elíseos
- 1975 : La loca de Chaillot, de Jean Giraudoux, escenografía de Gérard Vergez, Théâtre de l'Athénée
- 1976 : Le Jardin de craie, de Enid Bagnold, escenografía de Raymond Gérôme, Théâtre Hébertot
- 1977 : Romeo y Julieta, de William Shakespeare, escenografía de Jean-Paul Lucet, Festival du Marais
- 1980 : Les Bons Bourgeois, de René de Obaldia, escenografía de Jacques Rosny, Théâtre Hébertot

### Director
- L'Échange, de Paul Claudel
- La Jeune Fille Violaine, de Paul Claudel
- 1942 : L'Étoile de Séville, de Lope de Vega, Teatro de los Campos Elíseos
- 1945 : Les Gueux au paradis, de Gaston-Marie Martens con la Compañía Grenier-Hussenot y André Schlesser, Teatro de los Campos Elíseos y Teatro del Ambigu-Comique
- 1945 : La casa de Bernarda Alba, de Federico García Lorca, Teatro de los Campos Elíseos
- 1946 : Amor de don Perlimplín con Belisa en su jardín, de Federico García Lorca, Teatro de los Campos Elíseos
- 1946 : La Traîtresse, de Steve Passeur, Teatro del Ambigu-Comique
- 1946 : Los persas, de Esquilo, Lyon
- 1947 : Les Juges, de Jean-Marie Creac'h, Teatro de los Campos Elíseos
- 1947 : Agamenón, de Esquilo, Teatro de los Campos Elíseos
- 1948 : Yerma, de Federico García Lorca, Teatro de los Campos Elíseos
- 1948 : La Tendre Ennemie, de André-Paul Antoine, Teatro de los Campos Elíseos
- 1949 : La casa de Bernarda Alba, de Federico García Lorca, Centre dramatique de l'Est
- 1949 : Un sombrero de paja de Italia, de Eugène Labiche y Marc-Michel, Centre dramatique de l'Ouest
- 1950 : Les Gueux au paradis, de Gaston-Marie Martens y André Obey, Centre dramatique de l'Ouest
- 1950 : George Dandin, de Molière, Centre dramatique de l'Ouest
- 1951 : Cimbelino, de William Shakespeare, Centre dramatique de l'Ouest
- 1952 : Intermezzo, de Jean Giraudoux, Centre dramatique de l'Ouest
- 1952 : La isla del tesoro, adaptación de Léon Chancerel a partir de Robert Louis Stevenson, Teatro de la Porte Saint-Martin
- 1954 : Eugénie les larmes aux yeux, de Charles Daurat, Teatro de los Campos Elíseos
- 1955 : Numance, adaptación de Jean Lagénie y Léon Chancerel a partir de Cervantes, Festival des jeux du théâtre de Sarlat-la-Canéda
- 1956 : L'Impromptu de l'Alma, de Eugène Ionesco, Teatro de los Campos Elíseos
- 1956 : Petición de mano, de Antón Chéjov, Teatro de los Campos Elíseos
- 1956 : La casa de Bernarda Alba, de Federico García Lorca, Teatro de los Campos Elíseos
- 1957 : Petición de mano, de Antón Chéjov, Teatro del Ambigu-Comique
- 1957 : La casa de Bernarda Alba, de Federico García Lorca, Teatro del Ambigu-Comique
- 1958 : Miguel de Mañara, de Oscar Milosz, Teatro de los Campos Elíseos
- 1960 : Hamlet, de William Shakespeare, escenografía con Philippe Dauchez, Teatro de los Campos Elíseos
- 1961 : Le Grain sous la neige, de Daniel Guérin, Teatro de la Alliance française
- 1961 : L’Étau, de Luigi Pirandello, Théâtre de Bourgogne
- 1961 : Le Jubilé, de Antón Chéjov, Théâtre de Bourgogne
- 1965 : La Música, de Marguerite Duras, escenografía con Alain Astruc, Teatro de los Campos Elíseos
- 1966 : La Promenade du dimanche, de Georges Michel, Teatro de los Campos Elíseos
- 1966 : Médor, de Roger Vitrac, Teatro de los Campos Elíseos
- 1966 : L'Air du large, de René de Obaldia, Teatro de los Campos Elíseos
- 1971 : Hamlet, de William Shakespeare, Théâtre de la Musique
- 1972 : El burgués gentilhombre, de Molière, Théâtre de Carcassonne
- 1981 : L'Île de Tulipatan, de Jacques Offenbach, Théâtre Rutebeuf Clichy
- 1984 : L'Île de Tulipatan, de Jacques Offenbach, Théâtre de la Potinière y Théâtre Mouffetard
- 1987 : L'Île de Tulipatan, de Jacques Offenbach, Théâtre Hébertot
- 1987 : Daphnis et Chloé, de Jacques Offenbach, Théâtre Hébertot

## Filmografía

### Cine
- 1951 : Le Voyage en Amérique, de Henri Lavorel
- 1951 : Deux sous de violettes, de Jean Anouilh
- 1951 : Le Crime du Bouif, de André Cerf
- 1952 : Les Amours finissent à l'aube, de Henri Calef
- 1969 : L'Aveu, de Costa-Gavras
- 1969 : Élise ou la Vraie Vie, de Michel Drach
- 1972 : Estado de sitio, de Costa-Gavras
- 1973 : Stavisky, de Alain Resnais
- 1974 : Que la fête commence, de Bertrand Tavernier
- 1975 : El juez y el asesino, de Bertrand Tavernier
- 1975 : Monsieur Albert, de Jacques Renard
- 1976 : Le Corps de mon ennemi, de Henri Verneuil
- 1976 : René la Canne, de Francis Girod
- 1976 : Servante et maîtresse, de Bruno Gantillon
- 1980 : Celles qu'on n'a pas eues, de Pascal Thomas
- 1981 : Eaux profondes, de Michel Deville
- 1981 : Le Retour de Martin Guerre, de Daniel Vigne
- 1981 : La Nuit de Varennes, de Ettore Scola
- 1982 : J'ai épousé une ombre, de Robin Davis
- 1983 : Le Juge, de Philippe Lefebvre
- 1984 : Ça n'arrive qu'à moi, de Francis Perrin
- 1987 : Bernadette, de Jean Delannoy
- 1989 : La Passion de Bernadette, de Jean Delannoy
- 1991 : A Star for Two, de Jim Kaufman

### Televisión
- 1954 : Une enquête de l'Inspecteur Grégoire, de Pierre Viallet, episodio La Dame de Pont-Saint-Maxence
- 1975 : Les Cinq Dernières Minutes, de Claude Loursais, episodio Le coup de pouce
- 1977 : Las brigadas del tigre, episodio L'ère de la calomnie, de Victor Vicas
- 1977 : Rendez-vous en noir, de Claude Grinberg
- 1978 : Médecins de nuit, de Philippe Lefebvre, episodio Jean-François
- 1979 : Par-devant notaire, segmento Le Bout du monde
- 1979 : Au théâtre ce soir: La Gueule du loup, de Stephen Wendt, escenografía de René Clermont, dirección de Pierre Sabbagh, Théâtre Marigny
- 1980 : Docteur Teyran, de Jean Chapot
- 1981 : Au bon beurre, de Édouard Molinaro
- 1984 : La bavure, de Nicolas Ribowski
- 1984 : Des grives aux loups, de Philippe Monnier

### Poesía
Maurice Jacquemont es el autor de la Chanson de la patience, con música de Jacques Tournier para la adaptación de Cimbelino de 1951, reinterpretada por Jacques Brel, Jacques Douai y Catherine Sauvage, entre otros.